# یواس‌اس دیان (دی‌ای-۲۶۱)
یواس‌اس دیان (دی‌ای-۲۶۱) (به انگلیسی: USS Dionne (DE-261)) یک کشتی بود که طول آن ۲۸۹ فوت ۵ اینچ (۸۸٫۲۱ متر) بود. این کشتی در سال ۱۹۴۳ ساخته شد.